# Hūrāzeh
Hūrāzeh (persiska: هورازه) är en ort i Iran.   Den ligger i provinsen Kurdistan, i den nordvästra delen av landet, 500 km väster om huvudstaden Teheran. Hūrāzeh ligger 1 591 meter över havet och antalet invånare är 168.
Terrängen runt Hūrāzeh är lite bergig. Runt Hūrāzeh är det ganska tätbefolkat, med 93 invånare per kvadratkilometer. Närmaste större samhälle är Kūlseh-ye Soflá, 8,9 km sydväst om Hūrāzeh. Trakten runt Hūrāzeh består i huvudsak av gräsmarker.